# Calimete
Calimete è un comune di Cuba, situato nella provincia di Matanzas.